# Rodrigo de Liçana
Rodrigo de Liçana (en català: Roderic de Liçana; en castellà: Rodrigo de Lizana) (? - 1251) va ser un cavaller aragonès amb feu al Somontano del llinatge dels Liçana. Els seus orígens familiars són desconeguts, com el seu matrimoni. Se'n coneix un fill, Ferriz II de Liçana
El 1212 lluità a la batalla de Las Navas de Tolosa. El 1220 liderà conjuntament amb Pero Ferrández d'Açagra la Primera revolta nobiliària contra Jaume I d'Aragó. El 1223 participà en la Segona revolta nobiliària contra Jaume I d'Aragó defensant el castell de Montcada contra el rei. El 1225, finalitzada la segona revolta, figura al costat del rei Jaume I d'Aragó i el 1226, durant la Tercera revolta nobiliària contra Jaume I d'Aragó lluità al seu costat. El 1228 continuà col·laborant amb Jaume I durant la Guerra d'Urgell i el 1231 li feu costat en les negociacions amb el rei de Navarra. El 1232 participà en la tercera campanya de la Croada contra Al-Mayûrqa. A partir de 1233 ja prengué part en la conquesta de València, lluitant als setges de Borriana, València, Xàtiva i Biar. Probablement fou nomenat Procurador del Regne de València. Com a recompensa, va rebre els castells i vil·les de Bunyol, Monroy i Amacasta, així com Atava i Alboraig, que li foren donats el 27 d'abril del 1238 per bé que el sotmetiment definitiu d'aquests territoris no es conclogué fins al 1245.